# الوتر (آلة)

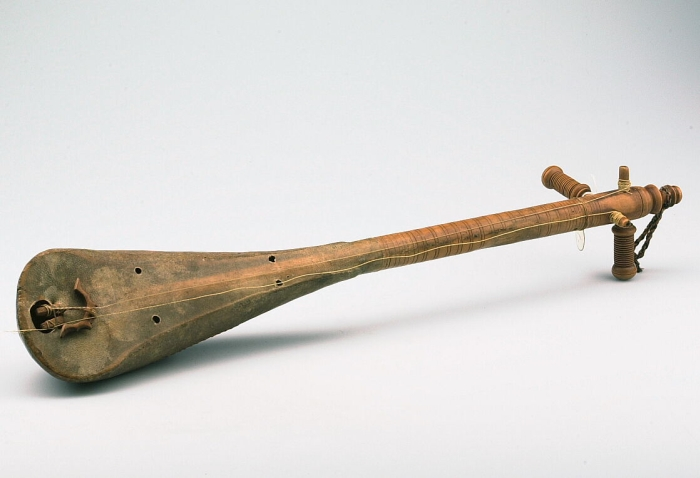
آلة لوتار

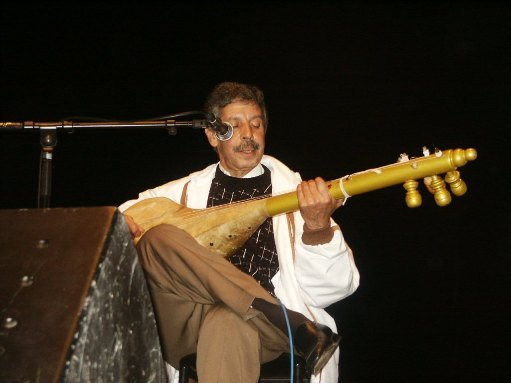
الفنان محمد رويشة يعزف على آلة لوتار

آلة الوتر أو لوتار هي آلة وترية أمازيغية تستعمل بكثرة في المغرب، وخاصة بمنطقة الأطلس المتوسط.

## مكوًنات لوتار
يسمًى الجزء الأساسي لآلة لوتار «الكدحة» وهي المنطقة السفلى للآلة الوترية التي تلتقي داخلها النغمات ليخرج صداها منسجما مع لمسات الأصابع للأوتار في المنطقة العليا التي تسمى الذراع، أو اليد. يشترط في صناعة آلة الوتار أن يكون الجذع حديث الاقتلاع من تربته، فيسارع بحمله رأسا إلى المنجرة لتقسيمه أطرافا على مقاس أجزاء آلة الوتار، التي تختلف كدحتها (بطنها)، بين الصغيرة والمتوسطة والكبيرة.
كانت آلة لوتار تتوفًر على ثلاثة أوتار، قبل أن يضيف إليها الفنان المغربي محمد رويشة وترا رابعا لإعطاء أنغام أكثر للآلة.

## صناعة لوتار
تصنع آلة الوتر في أوراش محلية في مختلف أنحاء المغرب. يتنج جسم الآلة من خشب شجر الأرز وجلد الماعز المدبوغ بينما تُصنع الأوتار من الأمعاء الرقيقة للجدي وتسمى الراغور أي الأوتار.
بعد اقتناء الجذع وتفصيله وبعد الرسم وتحديد المعالم، يبدأ الصانع في نحت الكدحة على قطعة الخشب، بدءا بتقعيرها بالإزميل والقادوم، ثم يقوم بحكها بالورق الخشن الحاد المشدود إلى قطعة من خشب على شكل مقبض اليد، مخصصة لتنعيم الخشب، ثم بعد ذلك تُرسم معالم ذراع الوتار على قطعة خشبية طويلة نسبيّا، فيقوم ببردها بمبرد حديدي رقيق حتى يصفي خشبها من الخشونة الزائدة، ويتم تلميعه بدهان خاص بذلك. يعيد الصانع نفس العملية للكدحة المخصصة لصناعة صدى النغمة، قبل أن يمر لتلميع اللوالب التي تشد الأوتار من العتبة العلوية إلى الحمًار الذي يشبه العتبة في آلة العود.
وقبل إحضار قطعة جلد الماعز المدبوغة، الخالية من الندوب والثقوب، الملمعة بالشحم والزيت الخاص بتمديدها للتحكم فيها خلال عملية تغليف الكدحة يكون الصانع قد انخرط في صناعة قطعة الوالد، وهي خُشيبة صغيرة تشد في أسفلها الأوتار الأربعة وسط الكدحة من جهة المنطقة السفلى العارية لآلة لوتار، والتي يشد إليها الصانع أوتار العزف التي يسمى الواحد منها بالأمازيغية «الراغور» أي الوتر، المصنوع من الأمعاء الرقيقة للجدي ذكر الماعز والتي تم الاستغناء عن استعمالها بصناعة الأوتار ودرجاتها الأربع من مفتول خيوط الحرير المكسوة بخيط معدني.